# つるのうた3.5
『つるのうた3.5』は、2016年3月14日にポニーキャニオンから発売されたのつるの剛士のミニアルバム。今作でアルバムとしては10枚目となるが、ミニアルバムとしては4作目となる。

## 概要
カバーアルバムとしては、5枚目となるが（ベストアルバムや子供向けをコンセプトにした『ちゅるのうた』シリーズを除く）、今までは12曲構成だったものが今作は6曲となっており、カバーアルバムとしては初のミニアルバムとなっている。そのため前作の『つるのうた3』に続くカバーアルバムではあるが、4では無く3.5となっている。
今作には2形態あり、CDのみのバージョンとCDとDVDがセットにされたバージョンがある。

## 収録曲

### CD
1. You're My Only Shinin' Star / 中山美穂 (1986年)
作詞・作曲:角松敏生
2. 悲しみがとまらない / 杏里 (1983年)
作詞:康珍化、作曲:林哲司
3. シルエット・ロマンス / 大橋純子 (1981年)
作詞:来生えつこ、作曲:来生たかお
4. つぐない / テレサ・テン (1984年)
作詞:荒木とよひさ、作曲:三木たかし
5. あの鐘を鳴らすのはあなた / 和田アキ子 (1972年)
作詞:阿久悠、作曲:森田公一
6. 喝采 / ちあきなおみ (1972年)
作詞:吉田旺、作曲:中村泰士
7. You're My Only Shinin' Star (カラオケ)
8. 悲しみがとまらない (カラオケ)
9. シルエット・ロマンス (カラオケ)
10. つぐない (カラオケ)
11. あの鐘を鳴らすのはあなた (カラオケ)
12. 喝采 (カラオケ)

### DVD（DVD付きのみ）
1. You're My Only Shinin' Star（Music Video）
2. つるのうた3.5 制作ドキュメント